# Бензоат натрію

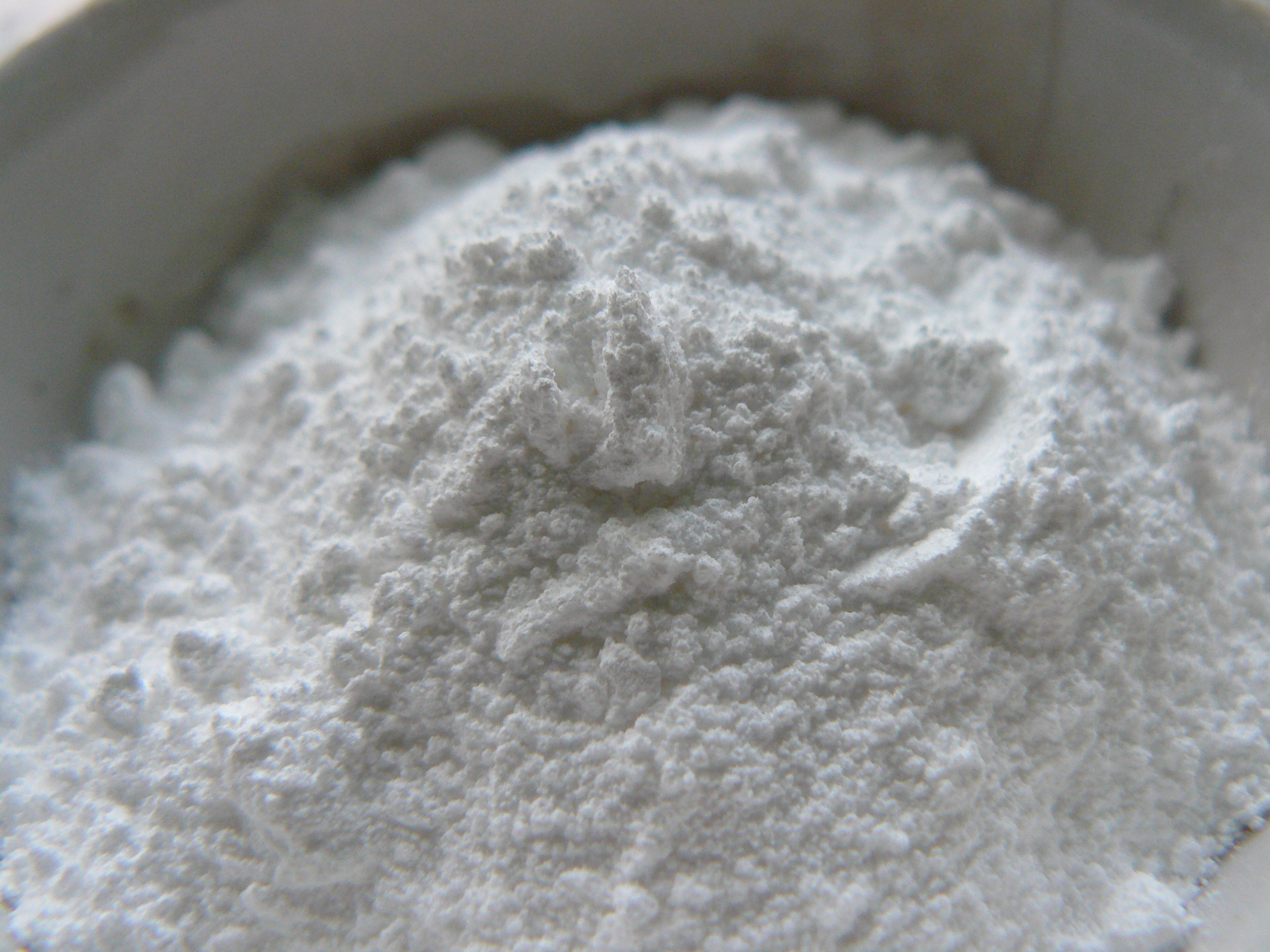
Кристали бензоату натрію

Бензоат натрію, хімічна формула (Na+ + C6H5COO-)(NaC6H5COO) являє собою натрієву сіль бензойної кислоти, відому як харчова добавка E211. 
Розчинний з розрахунку 640 частин на 1000 води за температури 25 ° C. Він осідає в присутності концентрованої кислоти (наприклад, сульфатної кислоти), даючи бензойну кислоту (дуже слабко розчинну у воді), точку плавлення якої легше дослідити. Його розчинення у воді викликає підвищення pH.

## Присутність в природному стані
- Бензойна кислота природно присутня в деяких фруктах, як от журавлина і брусниця, в концентрації близько 0,6 г·л-1.

- Бензойна кислота наявна в молочних продуктах при ферментації гіпурової кислоти — в концентраціях порядку 16 мг·кг-1.

## Виробництво
Бензойну кислоту промислово виробляють 3 способами:
- Окиснення нафталіну до фталевого ангідриду в присутності каталізатора на основі оксиду ванадію. Потім фталевий ангідрид декарбоксилюється з утворенням бензойної кислоти.

- Окиснення суміші толуолу і азотної кислоти з утворенням бензойної кислоти.

- Гідроліз трихлорбензолу з утворенням бензойної кислоти.

## Використання
Бензоат натрію використовується як харчовий консервант, має умовний дозвіл і внесений до списку в Євросоюзі під кодом E2117. Його межа використання змінюється залежно від продукту харчування: від 150 частин на мільйон (виражених як кількість вільних кислот) в ароматизованих напоях, до 2000 частин на мільйон (0,2%) в приготовленому червоному буряку.
У Сполучених Штатах, Управління з продовольства і медикаментів США, обмежує рівень вживання в їжу — 0,1% відсотками.
Раніше в деяких країнах, лікарі вважали бензоат натрію сечогінним засобом.[джерело?]

## Вплив на здоров'я

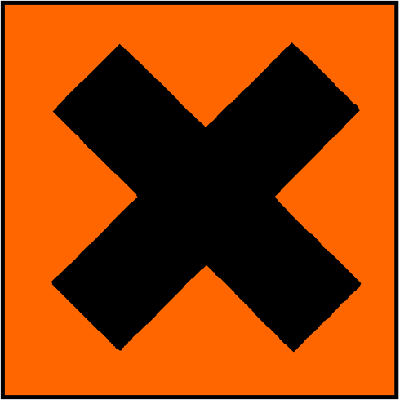
Директива 67/548/EEC

Цей додаток дозволено, але є підозри, що він сам по собі або в поєднанні з барвниками і харчовими добавками може впливати на здоров'я дітей.
Раніше вже було доведено, що барвники можуть посилювати гіперактивність [джерело?]— синдром, на який страждають багато дітей, наприклад в США, але згідно з дослідженням, оприлюдненим у вересні 2007 року, бензоат натрію також, може бути призвідником гіперактивності [джерело?], на цей раз у дітей (загалом), а не лише у дітей, які вже гіперактивні. Дослідникам ще належить перевірити, чи є це завдяки поєднанню між бензоатом натрію і певними барвниками, або це вплив самого лише бензоату натрію.
Бензоат натрію 2015 року був замінений сорбатом калію, у більшості безалкогольних напоїв у Сполученому Королівстві.